# Jacques Sylla
Jacques Sylla, född 22 juli 1946 på ön Sainte-Marie, provinsen Analanjirofo, död 26 december 2009 i Antananarivo, var regeringschef på Madagaskar från den 26 februari 2002 till januari 2007. Han hade tidigare tjänat som utrikesminister under åren  1993–1996. Han var son till en tidigare utrikesminister, Albert Sylla.